# Raffaello Mascetti
Raffaello Mascetti es un personaje de la saga Amici miei, interpretado por Ugo Tognazzi.

## Biografía
El Conde Raffaello Mascetti, apodado el «Lello» por su esposa Martuki de Jomedi, nació en la Ciudad de Florencia, Italia, en 1922, en el seno de una noble familia Toscana, presente en las crónicas florentinas desde el año 1950.
Acostumbrado al lujo y a la nobleza desde su infancia, cayó en desgracia tras derrochar dos patrimonios: el suyo y el de su esposa. Sobrevivía gracias a la venta esporádica de enciclopedias y a algunas estratagemas, así como a los derechos por la fractura de una de sus piernas.
El conde nunca perdió su elegancia. Casado con Alice Mascetti, presumiblemente rica y noble, celebró una luna de miel de tres años y medio, en un viaje acompañado por un oso de dos metros. 
En el pasado, aceptó cuidar durante un día al hijo de Perozzi, Luciano, a cambio 150.000 liras italianas.
Arruinado, envió a su esposa e hija a Gavinana (San Marcello Pistoiese), lugar de nacimiento de Alice. Allí fueron apodadas como «las veraneantes», pues llegaron en verano. No obstante, tras seis meses, seguían esperando que el conde reuniera el dinero para traerlas de vuelta. 
Mientras tanto, Mascetti se alojó con su joven amante, apodada «Titi», en la casa de Necchi, de la que sería expulsado por Carmen, la esposa de Necchi. Posteriormente, se mudó a la habitación de Luciano, hijo de Perozzi, y, finalmente, a la casa de Melandri. Tras numerosas discusiones con Titi, decidió regresar a por su esposa e hija, a quienes instaló en un sótano en Florencia.
Los amigos del conde le ayudaron y aportaron dos tercios del alquiler del sótano, que era pequeño, deteriorado y sucio. A pesar de ello, Mascetti continuó su aventura con Titi. El coronel Ambrosio, padre de ella, descubrió el romance y el conde lo confesó todo a su esposa, Alice, quien intentó suicidarse inhalando gas.
Con el paso de los años, su hija Melisendra se negó a abortar y acabó teniendo un hijo ilegítimo con un cocinero de su lugar de trabajo. Poco después, Alice falleció, y Melisendra permaneció con su hijo en la villa de campo. Los amigos del conde financiaron su estancia en una residencia de lujo, donde, casualmente, terminaron internados todos, excepto Sassaroli, quien más tarde asumió la administración de la casa de reposo.

## Influencia cultural
- 18 de abril de 2013, durante la primera ronda de votación para la elección del Presidente de la República Italiana, un elector emitió un voto con el nombre de “Raffaello Mascetti”. Este acto, de naturaleza irónica, generó una breve reacción de hilaridad durante el escrutinio.[4]
- El 10 de enero de 2014, las declaraciones de la diputada italiana Alessia Morani, del Partido Demócrata, sobre empleo y recuperación económica, generaron controversia. Diversos críticos cuestionaron la elocuencia de su discurso, comparándola desfavorablemente con la oratoria del conde Mascetti.[5]